# Provincial Reconstruction Team

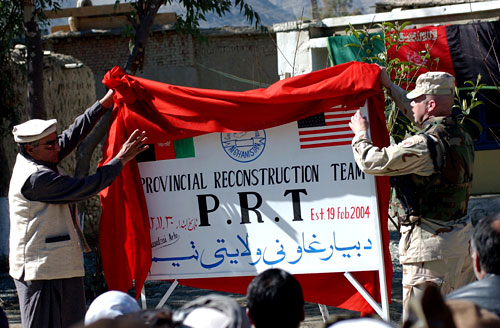
Der afghanische Gouverneur der Ostregion Sayed Fazel Akba und Alan Maskal, US-Kommandeur des PRTs in Asadabad Parwan im Februar 2004

Provincial Reconstruction Teams (PRTs) waren in den Provinzen Afghanistans und des Iraks operierende militärische Einheiten, deren Auftrag es war, den Wiederaufbau der Infrastruktur zu unterstützen und zu schützen.

## PRT in Afghanistan
Die Provincial Reconstruction Teams in Afghanistan unterlagen entweder dem Kommando der International Security Assistance Force (ISAF) oder des Combined Forces Command-Afghanistan (CFC-A). Die personelle Stärke der Teams war unterschiedlich und abhängig von der Lage vor Ort.

### Auftrag und Zusammensetzung
Die PRTs sollten den Wiederaufbau Afghanistans unterstützen. Dazu gehörten die Durchführung von zumeist kleineren eigenen Maßnahmen der infrastrukturellen Verbesserung (z. B. Brunnen bohren, Lieferung von Schulbänken), die Unterstützung bei der Koordinierung und Bedarfsermittlung für Hilfsprojekte in enger Zusammenarbeit mit nationalen und internationalen Hilfsorganisationen, sowie Ausbildung von Polizei und Behörden.
PRTs hatten darüber hinaus einen militärischen Auftrag, der sowohl die Aufrechterhaltung eines sicheren Umfelds beinhaltete als auch die Intensivierung der Zusammenarbeit mit afghanischen Sicherheitskräften vorantrieb. Wie der Auftrag umgesetzt wurde, regelten die einzelnen Nationen in eigener Zuständigkeit.
PRTs stellten eines der Haupttruppenelemente von ISAF-Truppen im gesamten Land dar. Im Januar 2008 wurden durch ISAF 26 PRTs betrieben.
Die PRTs Deutschlands in Kunduz und Faizabad wurden durch einen militärischen und einen zivilen Leiter (aus dem Auswärtigen Amt) geführt. Die Zusammensetzung war multinational. Die PRTs untergliederten sich wieder in mehrere MOLTs (engl. Mobile Observation and Liaison Team).

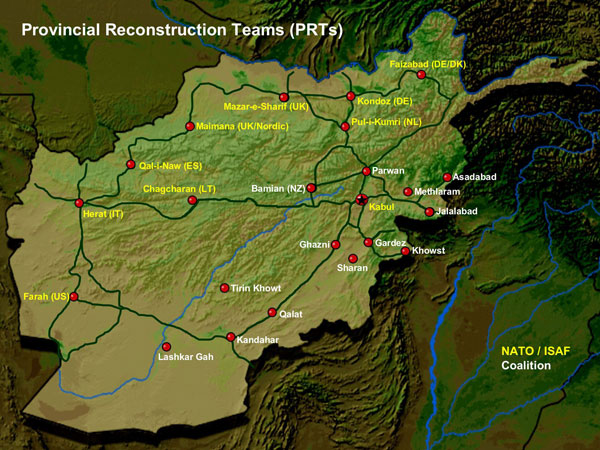
PRTs in Afghanistan

2008 gab es folgende PRTs in Afghanistan:
- unter ISAF-Regional Command North:

Faizabad, Kundus, Masar-e Scharif, Maimana, Pol-e Chomri
- unter ISAF-Regional Command West:

Qual-e-Naw, Tschaghtscharan, Herat, Farah
- unter ISAF-Regional Command South:

Kandahar, Laschkar Gah, Tarin-Kowt, Qalat
- unter ISAF-Regional Command East/Combined Joint Task Force 76

Asadabad, Dschalalabad, Bamiyan, Gardez, Ghazni, Chowst, Scharana, Wardak, Nuristan, Mehtarlam, Kapisa, Pandschschir und Bagram (auf der Karte als Parwan, dem Namen der Provinz eingezeichnet)

## PRT im Irak
Auf Grundlage der Erfahrungen mit den PRTs in Afghanistan wurden auch im Irak mit dem Aufbau dieser Einheiten ab 2005 begonnen. Das erste PRT wurde dabei am 11. November 2005 in Mosul gegründet. Es folgten weitere überwiegend von den USA geführte PRTs in den größeren Städten des Iraks. In Erbil gibt es außerdem ein Regional Reconstruction Team (RRT). In Dhi Qar (Gouvernement) wird ein von den Koalitionsstreitkräften gebildetes PRT durch eine gemeinsame Reconstruction Support Unit (RSU), mit Personal aus Italien, Rumänien, USA und Irak geführt. Bis Sommer 2011 sollen 15 funktionsfähige PRTs im Irak im Einsatz sein.
Das am 15. Dezember 2009 geschlossene Regional Embassy Office (REO) in Babil war seit 2004 für den Aufbau und die Unterstützung der vier PRTs in Babil, Nadschaf, Kerbela und Diwaniyya zuständig.